# The Lost Tapes - Remixed
The Lost Tapes - Remixed è l'unico album di remix del cantautore britannico Sam Smith, pubblicato il 15 maggio 2015.
L'album comprende sue canzoni registrate nel 2008.

## Tracce
1. All This Madness (Genji Yoshida Remix Edit) – 3:39
2. When It's Alright (Juun feat. Sam Smith Radio Edit) – 3:16
3. Little Tin Buddhas (Berger & Shaqiri Remix) – 3:31
4. Time Won't Wait (Tai Remix) – 3:34
5. Moments (Freddy Verano feat. Sam Smith Radio Edit) – 3:21
6. Out of Our Heads (Tom Bruckner Remix) – 5:26
7. Bad Day All Week (Adrian Bahil Remix) – 4:05
8. So Much More to Lose (Pooker Remix) – 3:53
9. Show a Little Mercy (Tai Remix) – 3:13
10. A Little Melancholy (Arbitraire Remix) – 3:22